# Paraleprodera tonkinensis
Paraleprodera tonkinensis là một loài bọ cánh cứng trong họ Cerambycidae.